# Ilhas Cayman nos Jogos Olímpicos de Verão de 2008
As Ilhas Cayman participaram dos Jogos Olímpicos de Verão de 2008 em Pequim, na China. O país estreou nos Jogos em 1976 e em Pequim fez sua 8ª apresentação.

## Desempenho

### Atletismo
Masculino
| Atleta        | Prova              | Elims. | Elims. | Quartas | Quartas | Semifinal   | Semifinal   | Final       | Final       |
| Atleta        | Prova              | Res.   | Pos.   | Res.    | Pos.    | Res.        | Pos.        | Res.        | Pos.        |
| ------------- | ------------------ | ------ | ------ | ------- | ------- | ----------- | ----------- | ----------- | ----------- |
| Ronald Forbes | 110m com barreiras | 13s59  | 19º    | 13s72   | 26º     | Não avançou | Não avançou | Não avançou | Não avançou |

Feminino
| Atleta             | Prova      | Elims.     | Elims. | Quartas | Quartas | Semifinal  | Semifinal | Final | Final |
| Atleta             | Prova      | Res.       | Pos.   | Res.    | Pos.    | Res.       | Pos.      | Res.  | Pos.  |
| ------------------ | ---------- | ---------- | ------ | ------- | ------- | ---------- | --------- | ----- | ----- |
| Cydonie Mothersill | 200 metros | 22s76 (SB) | 3º     | 22s83   | 9º      | 22s61 (SB) | 9º        | 22s68 | 8º    |

### Natação
Masculino
| Atleta       | Prova       | Elims.  | Elims. | Semifinal   | Semifinal   | Final       | Final       |
| Atleta       | Prova       | Tempo   | Pos.   | Tempo       | Pos.        | Tempo       | Pos.        |
| ------------ | ----------- | ------- | ------ | ----------- | ----------- | ----------- | ----------- |
| Brett Fraser | 200m costas | 2:01.17 | 29     | Não avançou | Não avançou | Não avançou | Não avançou |
| Shaun Fraser | 100m livre  | 49.56   | 36     | Não avançou | Não avançou | Não avançou | Não avançou |
| Shaun Fraser | 200m livre  | 1:48.60 | 26     | Não avançou | Não avançou | Não avançou | Não avançou |